# Зоны морозостойкости

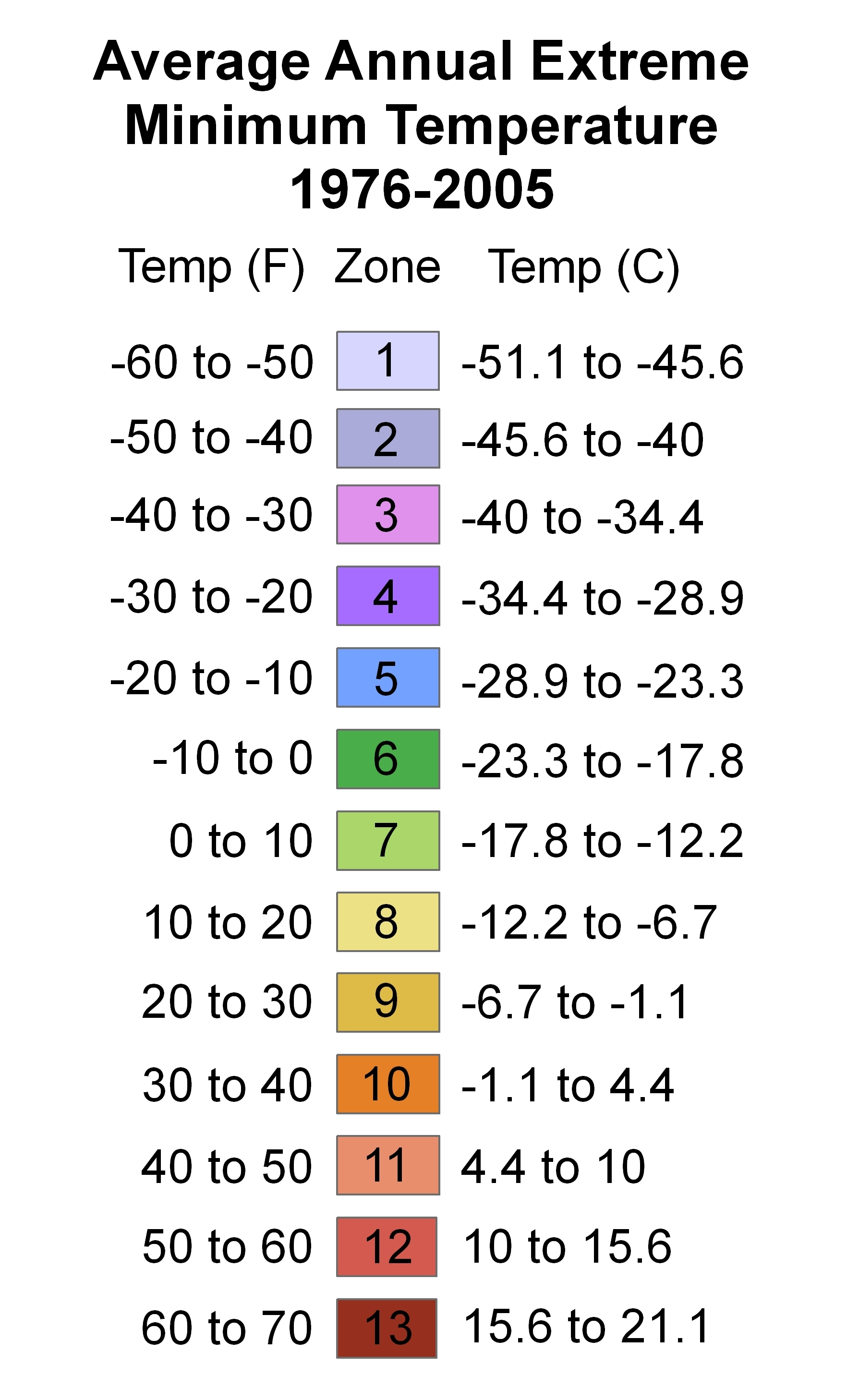
Зоны морозостойкости по цветам, слева градусы Фаренгейта, справа градусы Цельсия

Зо́ны морозосто́йкости (USDA-зоны) — географические определённые, вертикально зонированные области по принципу среднего значения ежегодной минимальной температуры на основе многолетних статистических наблюдений. Зоны морозостойкости служат ограничивающим климатическим фактором для жизнедеятельности растений и, несмотря на субъективность подобной оценки, широко используются на практике для описания подходящих условий естественного распространения или культивирования тех или иных представителей флоры.

## История
В связи с интенсивной интродукцией новых для России видов и форм декоративных садовых растений, вопрос об устойчивости интродуцентов в настоящее время крайне актуален и широко обсуждается. Известно, что губительное действие на растения оказывает не средний уровень зимних температур, а наиболее суровые, хотя и кратковременные морозы. На практике в качестве показателя морозоопасности пользуются средними из абсолютных минимумов температуры воздуха. Этот же климатический показатель был принят за основу американским дендрологом Альфредом Редером, чей справочник Manual of cultivated trees and shrubs hardy in North America до сих пор актуален. В его справочнике приводится карта территории США и Канады с выделением 7 зон зимней устойчивости древесных растений. Для более чем двух с половиной тысяч видов отмечается возможная зона их культуры в открытом грунте.
Позже эта система была повторно проанализирована, уточнена и дополнена. Сейчас выделяются 11 зон: зона 1 — Арктика, 10 и 11 — тропики. В последние десятилетия система зон устойчивости была распространена и на Западную Европу. Садоводы и дендрологи в США и Канаде вскоре после её создания приняли концепцию зон устойчивости растений со всеми её преимуществами и недостатками. И за многие годы, во многом путём прямых проб и ошибок, большинство видов деревьев и кустарников были оценены с точки зрения их отнесения к той или иной зоне. Если пользоваться этим методом, то Санкт-Петербург находится почти на границе зон 4 и 5.
После Редера наиболее полную сводку древесных интродуцентов, введенных в культуру, составил известный немецкий дендролог Герд Крюссманн. На приводимой в его монографии Европейской карте зимних зон устойчивости растений видно, что большинство западноевропейских питомников, расположены в зонах 6 или 7, с минимальной температурой от −12 °С до −23 °С. А большая часть территории Голландии, Бельгии, Франции и Англии находится в зоне 8 с минимальной температурой воздуха в границах от −7 °C до −12 °C. Окрестностям Санкт-Петербурга соответствует изотерма −23 °C, отграничивающая пятую зону от шестой.

### Карта-схема древокультурных районов СССР
Очень большая работа по зонированию древокультурных районов в своё время была проведена в Советском Союзе. Её главное отличие от существующего зонирования в Европе, Канаде, США — это куда более широкий спектр вводных данных и изначальных параметров, по которым эти зоны выявлялись. Попытки такого зонирования проводились в России ещё до революции, Э. В. Вольфом в 1915 году. В 1950-х годах была предпринята попытка деления территории страны на районы применения древесно-кустарниковых пород Академией коммунального хозяйства им. Памфилова. Уже в середине 1960-х годов было решено, что основываться при зонировании исключительно только на общеклиматических показателях территории — недостаточно и было принято решение о детализации зонирования. В 1963 году были выделены 45 зон для азиатской части страны, в 1966 году — 31 зона для европейской части.
Наибольший интерес представляют более ранняя версия зонирования А. И. Колесникова и более поздняя и детальная И. И. Галактинова, А. В. Ву и М. Л. Стельмахович. У Колесникова выделено 60 зон (вместе с подзонами) по всей территорией СССР, а у Галактионова, Ву и Стельмахович — 76 зон только на границах бывшего РСФСР (описание каждого из районов состоит из среднегодовой температуры, средней температуры января, средней минимальной температуры января, общих температурных характеристик зимы и влажностных лета, сумму температур более 10 градусов, сумму годовых осадков и испаряемость, дефицит влаги и коэффициент увлажнения, безморозный и вегетационный периоды).

## USDA-зоны

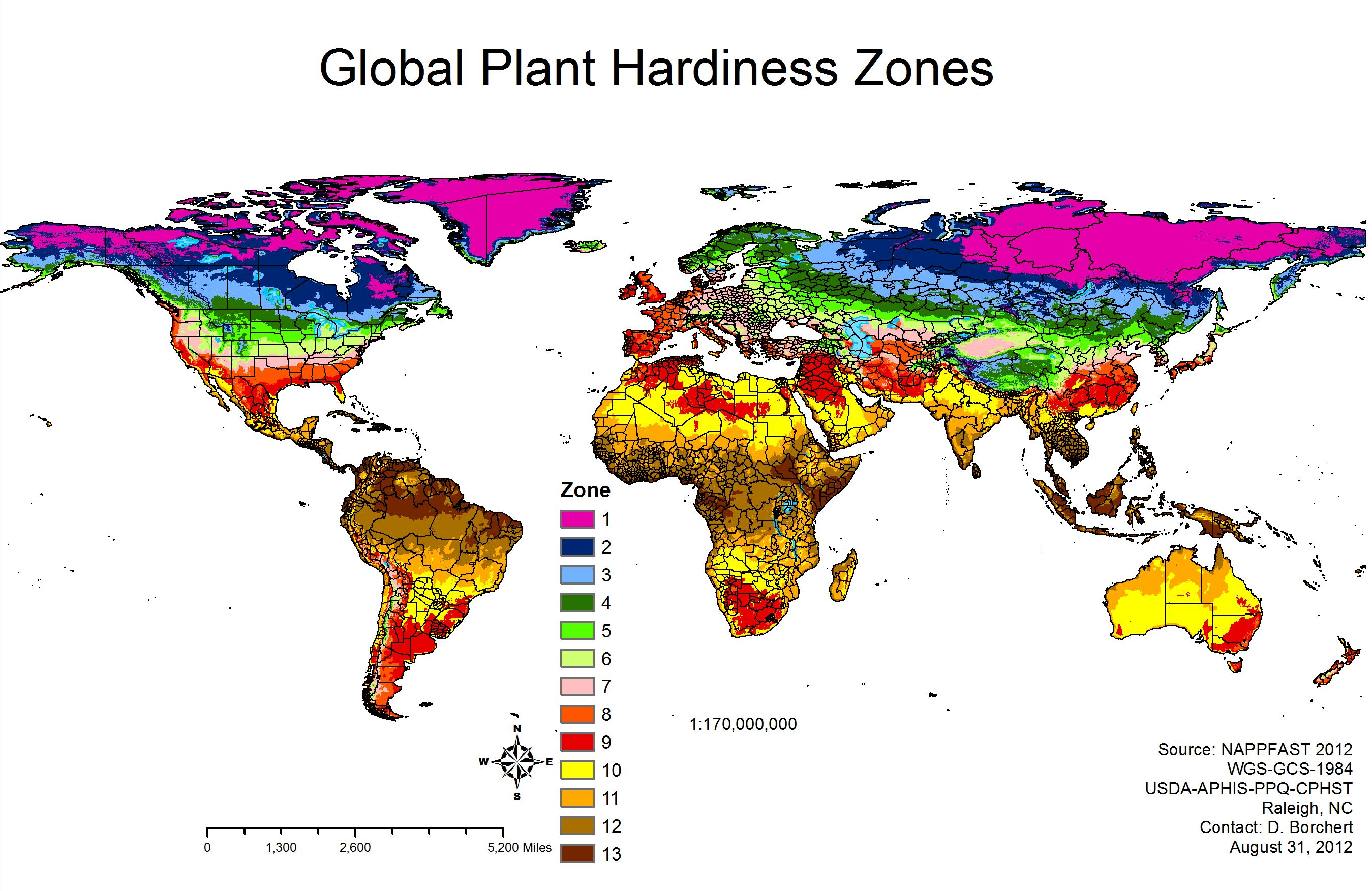
Глобальная карта (примерная точность)

Существующее деление на зоны было разработано Министерством сельского хозяйства США (англ. United States Department of Agriculture, USDA) и впоследствии стало широко использоваться (за пределами США — большей частью в садоводческой литературе).
Выделяется тринадцать основных зон морозостойкости от 0 до 12, причём с ростом номера зоны среднее значение ежегодной минимальной температуры повышается (зона 0 — самая холодная).
Считается, что территории средней полосы России соответствуют зоне № 5 и тем, что ниже.
Необходимо учитывать, что зимостойкость растений зависит от множества факторов, поэтому разделение по зонам морозостойкости нужно воспринимать как ориентировочную информацию. В каждой из зон могут обнаружиться множество районов с более мягким или более суровым микроклиматом. Растения наиболее морозостойки в начале зимы (декабрь, начало января) с приближением весны их морозостойкость спадает.
| Зона | Зона | От                  | До                  |
| ---- | ---- | ------------------- | ------------------- |
| 0    | a    | < −53.9 °C (−65 °F) | < −53.9 °C (−65 °F) |
| 0    | b    | −51.1 °C (−60 °F)   | −53.9 °C (−65 °F)   |
| 1    | a    | −48.3 °C (−55 °F)   | −51.1 °C (−60 °F)   |
| 1    | b    | −45.6 °C (−50 °F)   | −48.3 °C (−55 °F)   |
| 2    | a    | −42.8 °C (−45 °F)   | −45.6 °C (−50 °F)   |
| 2    | b    | −40 °C (−40 °F)     | −42.8 °C (−45 °F)   |
| 3    | a    | −37.2 °C (−35 °F)   | −40 °C (−40 °F)     |
| 3    | b    | −34.4 °C (−30 °F)   | −37.2 °C (−35 °F)   |
| 4    | a    | −31.7 °C (−25 °F)   | −34.4 °C (−30 °F)   |
| 4    | b    | −28.9 °C (−20 °F)   | −31.7 °C (−25 °F)   |
| 5    | a    | −26.1 °C (−15 °F)   | −28.9 °C (−20 °F)   |
| 5    | b    | −23.3 °C (−10 °F)   | −26.1 °C (−15 °F)   |
| 6    | a    | −20.6 °C (−5 °F)    | −23.3 °C (−10 °F)   |
| 6    | b    | −17.8 °C (0 °F)     | −20.6 °C (−5 °F)    |
| 7    | a    | −15 °C (5 °F)       | −17.8 °C (0 °F)     |
| 7    | b    | −12.2 °C (10 °F)    | −15 °C (5 °F)       |
| 8    | a    | −9.4 °C (15 °F)     | −12.2 °C (10 °F)    |
| 8    | b    | −6.7 °C (20 °F)     | −9.4 °C (15 °F)     |
| 9    | a    | −3.9 °C (25 °F)     | −6.7 °C (20 °F)     |
| 9    | b    | −1.1 °C (30 °F)     | −3.9 °C (25 °F)     |
| 10   | a    | −1.1 °C (30 °F)     | +1.7 °C (35 °F)     |
| 10   | b    | +1.7 °C (35 °F)     | +4.4 °C (40 °F)     |
| 11   | a    | +4.4 °C (40 °F)     | +7.2 °C (45 °F)     |
| 11   | b    | +7.2 °C (45 °F)     | +10 °C (50 °F)      |
| 12   | a    | +10 °C (50 °F)      | +12.8 °C (55 °F)    |
| 12   | b    | > +12.8 °C (55 °F)  | > +12.8 °C (55 °F)  |

## Примеры
- зона 1 — Центральная Сибирь[8]
- зона 2 — Южная Сибирь[8]
- зона 3 — Лапландия[8]

Карта морозостойкости США, по данным на 2012 год

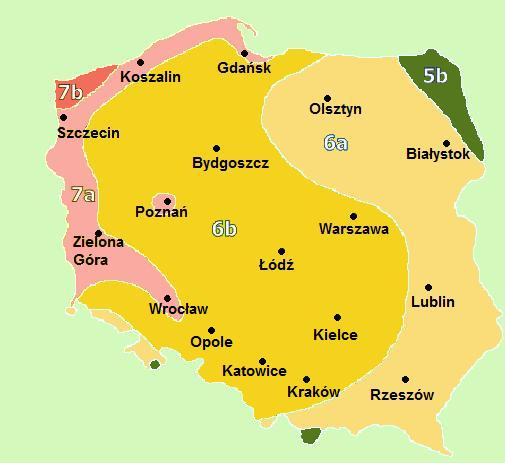
Зоны морозостойкости Польши

- зона 4 — Московская область[9], большая часть России, северные и горные районы Скандинавии[8]
- зона 5а — Средняя Россия, Прибалтика[8], Владивосток[10], Минск, Прибалтийские страны, частично Луганская область
- зона 5b — Северо-восточная Польша, Северо-восточная Украина, южная Швеция, южная Финляндия[8]
- зона 6a — Восточная Польша, Словакия, центральная Швеция, южная Норвегия, западная Украина, северная и центральная Украина, Санкт-Петербург[8], Брест
- зона 6b — Центральная Польша, восточная Венгрия, Чехия, Киев, Закарпатье, часть Юга Украины[8]
- зона 7a — Восточная Германия, западная Польша, низменности Чехии, северное Причерноморье и Приазовье, предгорная часть Крыма[8]
- зона 7b — Восточная Голландия, Дания, частично северный Крым[8]
- зона 8a — Центральная Голландия, Бельгия, северная и центр. Франция, северная Англия, юго-западный Крым и восточная часть ЮБК[8]
- зона 8b — Приморская Голландия, западная Франция, север Италии, центральная Англия, частично ЮБК[8]
- зона 9 — Сочи, Южная Франция, центральная Италия, Португалия, южная Англия, частично ЮБК[8], побережье Адриатики
- зона 10 — Южная Италия, юг и юго-восточное побережье Испании, центральная Греция[8]
- зона 11 — Северная Африка[8][11], Канарские острова

### Американские города
| Город                         | Зона        |
| ----------------------------- | ----------- |
| Альбукерке, Нью-Мексико       | 7b          |
| Анкоридж, Аляска              | 4b/5a       |
| Атланта, Джорджия             | 8a          |
| Балтимор, Мэриленд            | 7b          |
| Бостон, Массачусетс           | 6b/7a       |
| Буффало, Нью-Йорк             | 6a          |
| Берлингтон, Вермонт           | 5a          |
| Чарлстон, Южная Каролина      | 8b/9a       |
| Чарлстон, Западная Виргиния   | 6b          |
| Чикаго, Иллинойс              | 6a          |
| Шарлотт, Северная Каролина    | 7b/8a       |
| Чаттануга, Теннесси           | 7a/7b       |
| Колумбус, Огайо               | 6a          |
| Даллас, Техас                 | 8a/8b       |
| Денвер, Колорадо              | 5b/6a       |
| Детройт, Мичиган              | 6b          |
| Фэрбанкс, Аляска              | 2a          |
| Хартфорд, Коннектикут         | 6b          |
| Гонолулу, Гавайи              | 12b         |
| Хьюстон, Техас                | 9a          |
| Индианаполис, Индиана         | 5b/6a       |
| Джуно, Аляска                 | 6b/7a       |
| Канзас-Сити, Миссури          | 6a/6b       |
| Лас-Вегас, Невада             | 9a          |
| Лос-Анджелес, Калифорния      | 10a/10b/11a |
| Мемфис, Теннесси              | 7b/8a       |
| Майами, Флорида               | 11a/11b     |
| Миннеаполис, Миннесота        | 4b/5a       |
| Нашвилл, Теннесси             | 7a          |
| Новый Орлеан, Луизиана        | 9b          |
| Нью-Йорк, Нью-Йорк            | 7a/7b       |
| Норфолк, Виргиния             | 8a          |
| Оклахома-Сити, Оклахома       | 7a          |
| Омаха, Небраска               | 5b          |
| Orlando, Флорида              | 9b          |
| Панама-Сити-Бич, Флорида      | 9a          |
| Филадельфия, Пенсильвания     | 7a/7b       |
| Финикс, Аризона               | 9b/10a      |
| Пирр, Южная Дакота            | 4b/5a       |
| Питтсбург, Пенсильвания       | 6b          |
| Покателло, Айдахо             | 5b          |
| Портленд, Мэн                 | 5b          |
| Портленд, Орегон              | 8b/9a       |
| Провиденс, Род-Айленд         | 6b          |
| Четыре города, Айова/Иллинойс | 5b          |
| Роли, Северная Каролина       | 7b          |
| Рино, Невада                  | 6b          |
| Роанок, Виргиния              | 7a/7b       |
| Сакраменто, Калифорния        | 9b          |
| Солт-Лейк-Сити, Юта           | 7a/7b       |
| Сан-Антонио, Техас            | 8b/9a       |
| Сан-Диего, Калифорния         | 10b/11a     |
| Сан-Франциско, Калифорния     | 10a/10b     |
| Сан-Гейбриел, Калифорния      | 10a         |
| Сан-Хосе, Калифорния          | 9b/10a      |
| Сан-Хуан, Пуэрто-Рико         | 12b/13a     |
| Саванна, Джорджия             | 8b          |
| Сиэтл, Вашингтон              | 8b/9a       |
| Тампа, Флорида                | 9b/10a      |
| Тусон, Аризона                | 9b          |
| Таскалуса, Алабама            | 8a          |
| Уткиагвик, Аляска             | 2b          |
| Вашингтон                     | 7a/7b       |
| Уичито, Канзас                | 6b          |

### Европейские города
| Город                         | Зона        |
| ----------------------------- | ----------- |
| Аликанте, Испания             | 10a         |
| Амстердам, Нидерланды         | 8b          |
| Барселона, Испания            | 9b/10a      |
| Белград, Сербия               | 7b/8a       |
| Братислава, Словакия          | 7a/7b       |
| Бухарест, Румыния             | 7a/7b       |
| Катания, Италия               | 9b/10a      |
| Дублин, Ирландия              | 8b/9a       |
| Эдинбург, Шотландия           | 8a/8b       |
| Глазго, Шотландия             | 8b          |
| Хельсинки, Финляндия          | 6a/6b       |
| Калининград, Россия           | 6b/7a       |
| Краков, Польша                | 6b/7a       |
| Лас-Пальмас, Испания          | 11b/12a/12b |
| Любляна, Словения             | 7b          |
| Мадрид, Испания               | 9a          |
| Манчестер, Англия             | 8b          |
| Милан, Италия                 | 9a          |
| Москва, Россия                | 4a          |
| Мурманск, Россия              | 4a          |
| Ньюкасл, Англия               | 8a/8b       |
| Симферополь, Россия/Украина   | 7b/8a       |
| Париж, Франция                | 8b/9a       |
| Портсмут, Англия              | 9a          |
| Прага, Чешская Республика     | 7a/7b       |
| Рига, Латвия                  | 6b          |
| Рованиеми, Финляндия          | 4a          |
| Сараево, Босния и Герцеговина | 7a/7b       |
| Палермо, Италия               | 10b/11a     |
| Сочи, Россия                  | 9a          |
| Стокгольм, Швеция             | 7a/7b       |
| Таллинн, Эстония              | 6a/6b       |
| Туапсе, Россия                | 8b          |
| Тронхейм, Норвегия            | 7b          |
| Валенсия, Испания             | 10a         |
| Вена, Австрия                 | 7b/8a       |
| Воркута, Россия               | 2a/2b       |
| Вроцлав, Польша               | 6b          |
| Сарагоса, Испания             | 9b          |
| Альмерия, Испания             | 10b/11a     |
| Антверпен, Бельгия            | 8a          |
| Белфаст, Северная Ирландия    | 8a/8b/9a    |
| Берлин, Германия              | 7a          |
| Бирмингем, Англия             | 8b          |
| Кардифф, Уэльс                | 8b/9a       |
| Копенгаген, Дания             | 8a/8b       |
| Дюссельдорф, Германия         | 8a          |
| Гданьск, Польша               | 6b/7a       |
| Гамбург, Германия             | 7b          |
| Стамбул, Турция               | 8a/8b/9a/9b |
| Касос, Греция                 | 11b         |
| Лиссабон, Португалия          | 10a/10b     |
| Ла-Корунья, Испания           | 10a/10b     |
| Лондон, Англия                | 8b/9a       |
| Малага, Испания               | 9b/10a      |
| Марсель, Франция              | 9a/9b       |
| Минск, Беларусь               | 5a/5b       |
| Мюнхен, Германия              | 6b          |
| Никосия, Кипр                 | 9b          |
| Осло, Норвегия                | 7a          |
| Пальма де Майорка, Испания    | 9b          |
| Плимут, Англия                | 9a/9b       |
| Познань, Польша               | 6b          |
| Рейкьявик, Исландия           | 7b/8a       |
| Рим, Италия                   | 9b          |
| Санкт-Петербург, Россия       | 6a          |
| Сантандер, Испания            | 10a/10b     |
| Симрисхамн, Швеция            | 8a          |
| София, Болгария               | 6b/7a       |
| Страсбург, Франция            | 8a          |
| Салоники, Греция              | 8b/9a       |
| Тромсё, Норвегия              | 7a/7b       |
| Умео, Швеция                  | 5a/5b       |
| Валлетта, Мальта              | 10b         |
| Вильнюс, Литва                | 6a          |
| Варшава, Польша               | 6b          |
| Загреб, Хорватия              | 7b/8a       |
| Цюрих, Швейцария              | 7b/8a       |

## Критика
USDA-зоны выделяются только на основе средних значений ежегодной минимальной температуры, полученных на основе статистики многолетних наблюдений за климатом данного района. Это первостепенный фактор. Но практика показала, что значение имеют и другие факторы, в частности, влажность воздуха зимой, наличие и величина снежного покрова и т. д. Так, при продвижении на восток климат Евразии становится всё более континентальным и сухим, что позволяет выращивать растения более теплолюбивые, чем рекомендовано USDA для данного региона. Наличие снежного покрова зимой позволяет выращивать более теплолюбивые кустарники в порослевой культуре или использовать приземистые, стелющиеся формы. В то же время наличие в регионе возвратных весенних заморозков ограничивает использование растений, например, Дальнего Востока, которые исключительно морозостойкие зимой, но повреждаются весенними морозами. Поэтому в каждом регионе есть свои особенности, определяющие возможный состав растений, далеко не всегда соответствующий рекомендациям USDA.
Согласно европейской карте зонирования, в одной климатической зоне находятся такие российские города, как Москва, Санкт-Петербург, Мурманск и Астрахань. Очевидно несовершенство предлагаемой информации. Зоны выделены по изотермам, но, анализируя ареалы естественно произрастающих в этих регионах растений, а также списки тех видов, которые в них успешно интродуцированы, можно понять, что районы эти очень не одинаковы.
Не случайно в советской биологической науке наравне с термином морозостойкость появился более широкий термин — зимостойкость. Так, например, многим растениям более вредит резкое изменение температуры зимой, подтаивание снега под снежным покровом в середине зимы, особенности микроклимата конкретного места и прочие проблемы, а не низкие температуры как таковые.
Примеры:
- Зимой 1958 года коллекция клёнов в ботаническом саду МГУ на Воробьёвых горах очень сильно пострадала из-за того, что температура воздуха за сутки упала с −0,4 °С до −29,8 °С. Ранее эти же растения переносили и более низкие температуры, но не столь резкое падение.
- Ряд видов бамбуков легко переносят низкие температуры (до −30 °С), но совершенно не переносят резких перепадов температуры в зоне корневой системы.
- Большая группа растений, выпревающих в течение зимних оттепелей (некоторые ковыли, лаванды, перовскии и др.), вполне могут выносить низкие температуры, если они держатся продолжительно[4].